# Peterswald-Löffelscheid
Peterswald-Löffelscheid är en kommun i Landkreis Cochem-Zell i förbundslandet Rheinland-Pfalz i Tyskland. Kommunen bildades genom en sammanslagning 7 november 1970 av kommunerna Löffelscheid och Peterswald.
Kommunen ingår i kommunalförbundet Verbandsgemeinde Zell (Mosel) tillsammans med ytterligare 23 kommuner.